# Střechatkovití
Střechatkovití (Sialidae) je jedna ze dvou čeledí hmyzu z řádu střechatek. Oproti čeledi velestřechatek (Corydalidae) jsou menší a nemají vyvinutá jednoduchá očka. V Česku se vyskytují 4 druhy této čeledi.